# ريتشارد كولمان
ريتشارد كولمان (بالإنجليزية: Richard Colman) هو منافس ألعاب قوى أسترالي، ولد في 28 نوفمبر 1984 في ستافانغر في النرويج.

## روابط خارجية
- ريتشارد كولمان على موقع النتائج التاريخية لألعاب القوى الأسترالية (الإنجليزية)
- ريتشارد كولمان على موقع Paralympic.org (الإنجليزية)
- ريتشارد كولمان على موقع اللجنة البارالمبية الأسترالية (الإنجليزية)
- ريتشارد كولمان على موقع اتحاد ألعاب الكومنولث (مؤرشف) (الإنجليزية)
- ريتشارد كولمان على موقع اتحاد ألعاب الكومنولث (مؤرشف) (الإنجليزية)